# Melogale personata
Il tasso furetto della Birmania (Melogale personata I. Geoffroy Saint-Hilaire, 1831) è una specie appartenente al genere dei tassi furetto. È diffuso nelle regioni continentali del Sud-est asiatico.

## Descrizione
Le varie specie di tasso furetto sono piuttosto simili tra loro nell'aspetto. Il tasso furetto della Birmania ha una lunghezza testa-corpo di 35–40 cm e una coda che misura tra i 15 e i 21 cm. Pesa circa 1,5–3 kg e ha il corpo dalla struttura relativamente allungata. Anche il muso, come quello degli altri tassi furetto, è piuttosto lungo; i denti, tuttavia, sono molto più grandi di quelli delle altre specie del genere. Il colore del mantello del tasso furetto della Birmania varia dal marrone chiaro al marrone scuro sulle regioni superiori, mentre i fianchi sono di un marrone più chiaro. In questa specie la striscia bianca dorsale, che ha inizio sulla sommità della testa, si estende attraverso tutto il tronco, giungendo addirittura fino alla coda, di colore chiaro. La testa è ravvivata da un disegno bianco e nero; gola e petto sono bianchi.

## Biologia
Conosciamo ben poco della biologia del tasso furetto della Birmania. Abita in foreste, praterie e terreni coltivati. Si nutre di insetti, vermi, lumache, piccoli mammiferi, lucertole, rane, uccelli, frutta, noci e uova. Animale notturno, trascorre il giorno riposando in grotte o in fessure della roccia. Pur rimanendo per lo più sul terreno, il tasso furetto della Birmania sembra essere anche un buon arrampicatore. Si ritiene che conduca un'esistenza principalmente solitaria. I piccoli nascono di solito in maggio o giugno; ogni nidiata può comprendere fino a tre piccoli.

## Tassonomia
Talvolta i tassi furetto di Giava e del Borneo vengono considerate sottospecie del tasso furetto della Birmania. A parte queste, gli studiosi riconoscono cinque sottospecie:
- M. p. personata I. Geoffroy Saint-Hilaire, 1831, diffusa nella fascia che va dall'India nord-orientale fino al Myanmar meridionale e alla Thailandia.
- M. p. laotum Thomas, 1922, propria del Laos.
- M. p. nipalensis Hodgson, 1836, propria del Nepal.
- M. p. pierrei Bonhote, 1903, diffusa in Cambogia e Vietnam meridionale.
- M. p. tonquinia Thomas, 1922, diffusa in Cina meridionale e Vietnam settentrionale.

## Conservazione
Sono scarse le notizie riguardo all'entità delle popolazioni di questa specie. Nel nord dell'areale, in Laos e in Vietnam, essa può essere confusa con il tasso furetto della Cina; oltre alla scarsità dei dati, anche tale somiglianza rende molto difficile fare una stima del numero di esemplari esistenti.